# 1896 w literaturze
Wydarzenia literackie w 1896 roku.

## Nowe książki
- polskie
  - Komediantka – Władysław Reymont
  - Po zdrowie – Ludwika Godlewska
  - Quo vadis – Henryk Sienkiewicz
- zagraniczne
  - Państwo żydowskie (Der Judenstaat) – Theodor Herzl
  - Ubu król (Ubu Roi) – Alfred Jarry
  - Wyspa doktora Moreau (The Island of Dr Moreau) – Herbert George Wells

## Nowe poezje
- zagraniczne
  - Otokar Březina - Świt na zachodzie (Svítání na západĕ)

## Urodzili się
- 20 stycznia – Elmer Diktonius, fiński prozaik i poeta modernistyczny (zm. 1961)
- 22 stycznia – Walter D’Arcy Cresswell, nowozelandzki poeta (zm. 1960)
- 2 lutego – Balys Sruoga, litewski poeta, prozaik, dramaturg i teatrolog (zm. 1947)
- 18 lutego – André Breton, francuski pisarz (zm. 1966)
- 22 lutego – Paul van Ostaijen, belgijski poeta (zm. 1928)
- 1 kwietnia – Pola Gojawiczyńska, polska pisarka (zm. 1963)
- 3 kwietnia – Józef Czapski, polski malarz i pisarz (zm. 1993)
- 4 kwietnia – Robert E. Sherwood, amerykański dramaturg (zm. 1955)
- 16 kwietnia – Tristan Tzara, francuski poeta, twórca dadaizmu (zm. 1963)
- 18 kwietnia – Na Hye-sok, koreańska malarka, rzeźbiarka, pisarka, poetka i feministka (zm. 1948)
- 23 kwietnia – Máté Zalka, węgierski pisarz i rewolucjonista (zm. 1937)
- 4 kwietnia – Julius Janonis, litewski poeta (zm. 1917)
- 11 maja – Mari Sandoz, amerykańska powieściopisarka (zm. 1966)
- 16 czerwca – Murray Leinster, amerykański autor fantastyki (zm. 1975)
- 19 lipca – Archibald Joseph Cronin, pisarz angielski (zm. 1981)
- 24 lipca – Hermann Kasack, niemiecki pisarz (zm. 1966)
- 25 lipca – Josephine Tey, szkocka pisarka (zm. 1952)
- 8 sierpnia – Marjorie Kinnan Rawlings, amerykańska pisarka (zm. 1953)
- 10 sierpnia
  - Milena Jesenská, czeska dziennikarka, pisarka i tłumaczka (zm. 1944)
  - Stefan Wiechecki, pseudonim Wiech, polski pisarz i dziennikarz (zm. 1979)
- 17 sierpnia – Józef Wittlin, polski pisarz (zm. 1976)
- 27 sierpnia – Kenji Miyazawa, japoński pisarz (zm. 1933)
- 1 września – Dimityr Talew, bułgarski pisarz (zm. 1966)
- 4 września – Antonin Artaud, francuski aktor, dramaturg, reżyser, pisarz (zm. 1948)
- 5 września – Heimito von Doderer, austriacki pisarz (zm. 1966)
- 24 września – Francis Scott Fitzgerald, amerykański pisarz (zm. 1940)
- 30 października – Kostas Kariotakis, grecki poeta (zm. 1928)
- 7 listopada – Michaś Czarot, białoruski pisarz (zm. 1938)
- 13 grudnia – Charles Plisnier, belgijski pisarz piszący w języku francuskim (zm. 1952)
- 18 grudnia – Stanisław Mackiewicz, polski publicysta, pisarz i wydawca (zm. 1966)
- 23 grudnia – Giuseppe Tomasi di Lampedusa, włoski pisarz i arystokrata (zm. 1957)
- 27 grudnia – Carl Zuckmayer, niemiecki pisarz (zm. 1977)

Data dzienna nieznana:
- Josef Kirman, polsko-żydowski poeta tworzący w jidysz (zm. 1943)
- Sedat Simavi, turecki wydawca, dziennikarz, rysownik, pisarz, filmowiec (zm. 1953)

## Zmarli
- 8 stycznia – Paul Verlaine, poeta francuski (ur. 1844)
- 1 lipca – Harriet Beecher Stowe, amerykańska pisarka (ur. 1811)
- 3 października – William Morris, angielski plastyk i poeta (ur. 1834)
- 30 grudnia – José Rizal, filipiński pisarz i poeta (ur. 1861)[1]